# Dar Bayram
Pour les articles homonymes, voir Bayram.
Le Dar Bayram est un palais de la médina de Tunis situé sur la rue des Andalous. Il est classé dans l'inventaire de Jacques Revault, membre du Groupe de recherches et d'études sur le Proche-Orient, comme l'une des grandes demeures citadines historiques de Tunis.

## Historique

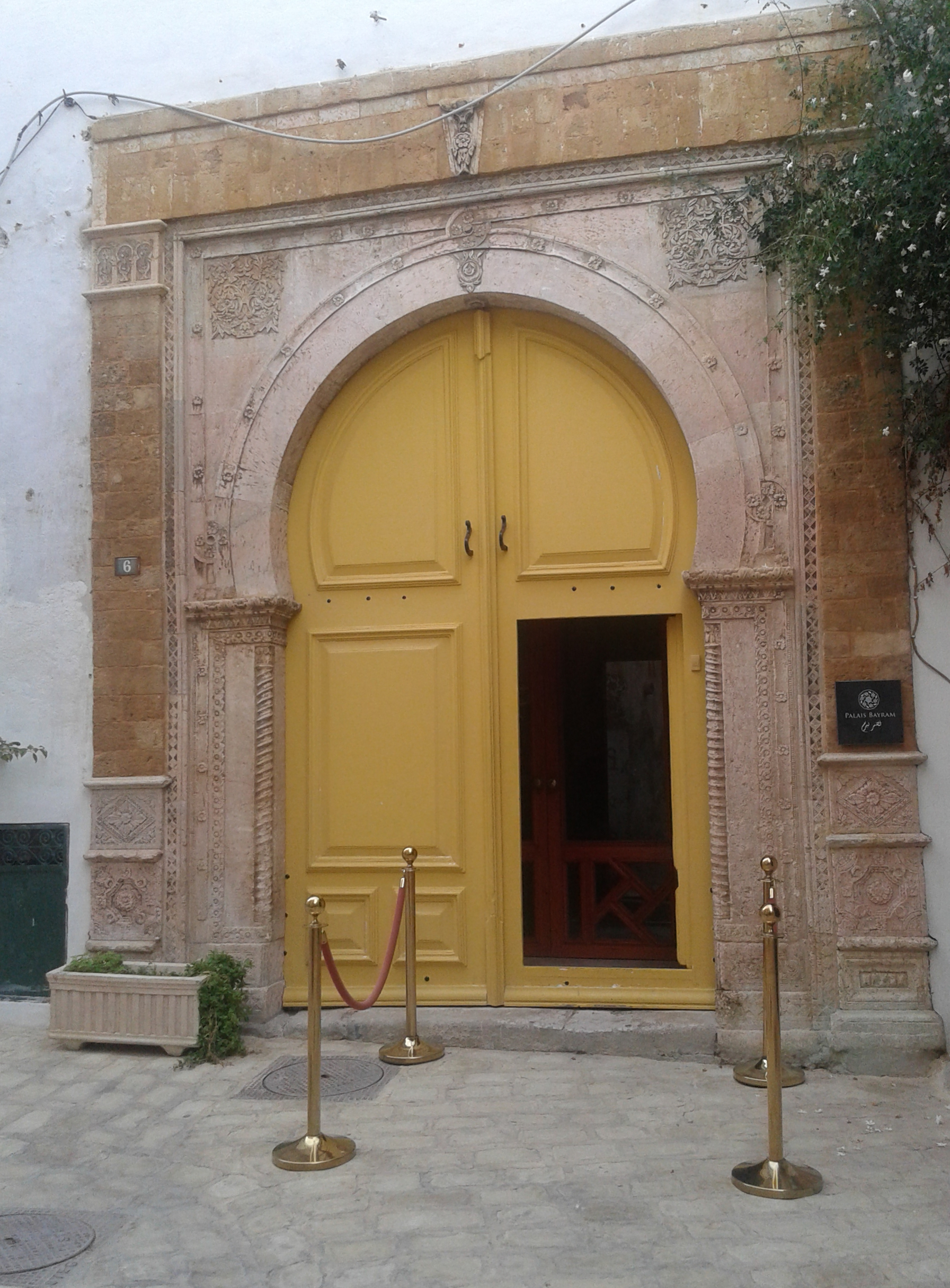
Porte du Dar Bayram.

Le Cheikh El Islam M'hammed Bayram l'achète à la famille Daoud, des notables commerçants et notaires, le modernise dès 1883 en le surélevant d'un étage. Les travaux se terminent en 1900 lors de son décès. Ses fils occupent ensuite la demeure.
Il est reconverti en hôtel de charme le 31 janvier 2015.

## Architecture
Le palais est composé d'une driba (grand vestibule) puis d'une skifa (petit vestibule), d'appartements autour d'un patio, ainsi que de deux courettes domestiques (signe de richesse) respectivement utilisées pour la cuisine, la lessive et le logement des servantes.
L'ornementation après modernisation par le cheikh Bayram est italianisante : sol de marbre clair, murs de faïence italienne et grille de fer forgé.